# PGC 50584
PGC 50584 هو اصطدام مجري، يقع في كوكبة العواء. وقد اكتشفه ويليام هيرشل .

## روابط خارجية
- PGC 50584 على موقع ويكي سكاي: DSS2, SDSS, GALEX, IRAS, Hydrogen α, X-Ray, Astrophoto, Sky Map, Articles and images